# Escoteiros do Brasil
A União dos Escoteiros do Brasil, ou apenas Escoteiros do Brasil, fundada em 4 de novembro de 1924, é uma sociedade civil de âmbito nacional, de direito privado e sem fins lucrativos, de caráter educacional, cultural, beneficente e filantrópico, reconhecida de utilidade pública federal, que congrega mais de 1.265 Grupos Escoteiros no Brasil. Em 20 de Outubro de 2017, o movimento escoteiro brasileiro atingiu o número de 100.000 associados. A UEB é a única associação de escoteiros brasileiros filiada à Organização Mundial do Movimento Escoteiro.
Em 2020 foi escolhida como uma das 100 melhores ONGs do Brasil pelo Instituto Doar.

## Promessa escoteira brasileira -UEB
A Promessa do Lobinho
Prometo fazer o melhor possível para: Cumprir meus deveres para com Deus e a minha pátria, obedecer a Lei do Lobinho e praticar todos os dias uma boa ação.
A Promessa Escoteira (para os ramos Escoteiro, Sênior e Pioneiro)
Prometo pela minha honra fazer o melhor possível para: Cumprir meus deveres para com Deus e a minha Pátria, ajudar o próximo em toda e qualquer ocasião e obedecer à Lei Escoteira.
A Promessa Escoteira para os Escotistas 
Prometo pela minha honra fazer o melhor possível para: Cumprir meus deveres para com Deus e a minha pátria, ajudar o próximo em toda e qualquer ocasião, obedecer à Lei Escoteira e servir à União dos Escoteiros do Brasil.
A Promessa Escoteira para estrangeiros
Promessa do Lobinho:
“Prometo fazer o melhor possível para: cumprir meus deveres para com Deus, minha Pátria e o Brasil; obedecer à Lei do Lobinho e fazer todos os dias uma boa ação.”
Promessa Escoteira:
“Prometo, pela minha honra, fazer o melhor possível para: cumprir meus deveres para com Deus, minha Pátria e o Brasil; ajudar o próximo em toda e qualquer ocasião; e obedecer à Lei Escoteira.”
Promessa de Adultos:
“Prometo, pela minha honra, fazer o melhor possível para: cumprir meus deveres para com Deus, minha Pátria e o Brasil; ajudar o próximo em toda e qualquer ocasião; obedecer à Lei Escoteira, e servir à União dos Escoteiros do Brasil”.

## Lei dos Escoteiros do Brasil
Lei do Lobinho

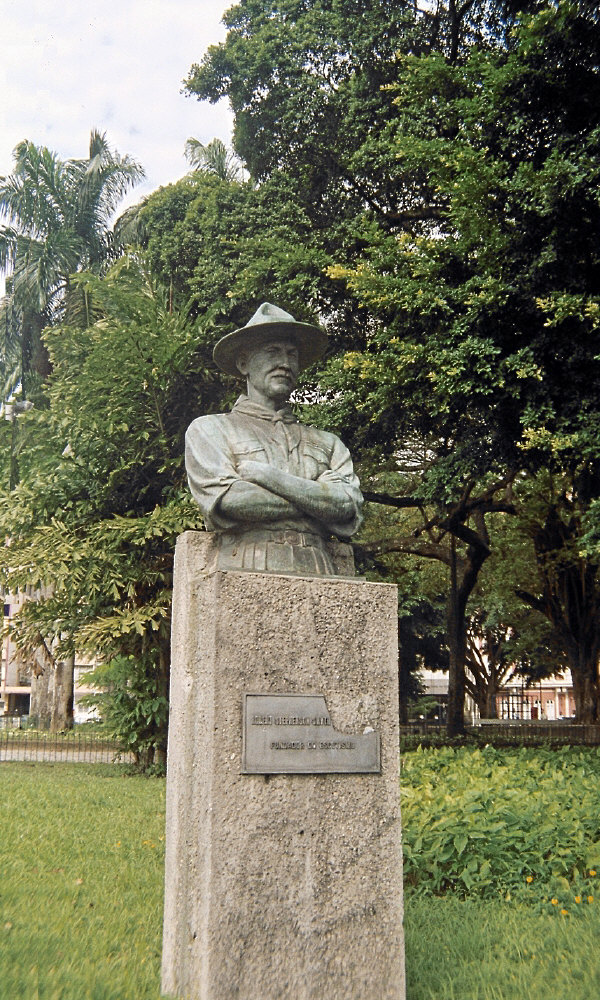
Busto de Baden-Powell em homenagem ao fundador do Escotismo, na Praça de Paris, Avenida Beira Mar, no Rio de Janeiro

1. O Lobinho ouve sempre os Velhos Lobos.
2. O Lobinho pensa primeiro nos outros.
3. O Lobinho abre os olhos e os ouvidos.
4. O Lobinho é limpo e está sempre alegre.
5. O Lobinho diz sempre a verdade.

Lei Escoteira
1. O Escoteiro é honrado e digno de confiança.[11]
2. O Escoteiro é leal.
3. O Escoteiro está sempre alerta para ajudar o próximo e pratica diariamente uma boa ação.
4. O Escoteiro é amigo de todos e irmão dos demais escoteiros.
5. O Escoteiro é cortês.
6. O Escoteiro é bom para os animais e as plantas.
7. O Escoteiro é obediente e disciplinado.
8. O Escoteiro é alegre e sorri nas dificuldades.
9. O Escoteiro é econômico e respeita o bem alheio.
10. O Escoteiro é limpo de corpo e alma.

## Organização
Os Escoteiros do Brasil estão organizados em 3 níveis:
- O Nacional, com autoridade em todo o Território brasileiro;
- O Regional, denominado Região Escoteira, podendo abranger uma ou mais unidades da federação, ou parte delas, com autoridade sobre a área que lhe for fixada - normalmente compreende os Estados da Federação;
- O Local, constituído pelos Grupos Escoteiros e Seções Escoteiras Autônomas, que são as organizações locais para a prática do Escotismo

## Presidentes da União dos Escoteiros do Brasil
|     | Nome                                                        | Condecorações  | Duração   |
| --- | ----------------------------------------------------------- | -------------- | --------- |
| 1º  | Afonso Augusto Moreira Pena Junior                          | Tapir de Prata | 1925-1928 |
| 2º  | Mozart Brasileiro Pereira do Lago (interino)                | Tapir de Prata | 1928-1930 |
| 3º  | Ignácio Manuel de Azevedo do Amaral                         | Tapir de Prata | 1930-1934 |
| 4º  | Afonso Augusto Moreira Pena Junior                          |                | 1935      |
| 5º  | Newtown Cavalcanti (não tomou posse)                        |                | 1936      |
| 6º  | Bonifácio Antonio Borba (interino)                          | Tapir de Prata | 1936-1937 |
| 7º  | Ignácio Manuel de Azevedo do Amaral                         |                | 1937-1938 |
| 8º  | Bonifácio Antonio Borba (interino)                          | Tapir de Prata | 1938-1939 |
| 9º  | Vaga: comissão dirigida por Heitor Augusto Borges           |                | 1939-1940 |
| 10º | Heitor Augusto Borges                                       | Tapir de Prata | 1940-1943 |
| 11º | Napoleão de Alencastro Guimarães                            |                | 1943      |
| 12º | Vaga: comissão dirigida por José Moacyr de Andrade Sobrinho |                | 1943-1944 |
| 13º | Heitor Augusto Borges                                       | Tapir de Prata | 1944-1946 |
| 14º | Mozart Brasileiro Pereira do Lago                           | Tapir de Prata | 1946-1947 |
| 15º | João Batista de Mello e Souza (interino)                    | Tapir de Prata | 1947-1948 |
| 16º | João Batista de Mello e Souza                               | Tapir de Prata | 1948-1952 |
| 17º | Victor Coelho Bouças                                        |                | 1952-1956 |
| 18º | Mauro Joppert                                               |                | 1956-1959 |
| 19º | Jorge Dodsworth Martins                                     |                | 1959-1962 |
| 20º | Fernando Mibielli de Carvalho                               |                | 1962-1963 |
| 21º | José de Araújo Filho (interino)                             | Tapir de Prata | 1964      |
| 22º | Hélio Jacques da Silva                                      |                | 1964-1965 |
| 23º | Antônio Salem                                               |                | 1965-1966 |
| 24º | Oscar de Oliveira                                           |                | 1966-1974 |
| 25º | Guido Fernando Mondin                                       | Tapir de Prata | 1974-1979 |
| 26º | João Faustino Ferreira Neto                                 |                | 1979-1983 |
| 27º | Rubem Suffert                                               | Tapir de Prata | 1983-1984 |
| 28º | Jaire Perez Vasconcellos                                    | Tapir de Prata | 1984-1989 |
| 29º | Guido Fernando Mondin                                       |                | 1989-1993 |
| 30º | Mario Henrique Peters Farinon                               |                | 1993-1996 |
| 31º | Renato Bini                                                 | Tapir de Prata | 1997      |
| 32º | Mario Henrique Peters Farinon                               |                | 1998      |
| 33º | Marcos Carvalho                                             | Tapir de Prata | 1999-2000 |
| 34º | Rubem Tadeu Cordeiro Perlingeiro                            |                | 2001      |
| 35º | Paulo Salamuni                                              | Tapir de Prata | 2002-2008 |
| 36º | Rubem Tadeu Cordeiro Perlingeiro                            |                | 2009-2012 |
| 37º | Marco Aurélio Romeu Fernandes                               |                | 2012-2015 |
| 38º | Alessandro Garcia Vieira                                    |                | 2016-2019 |
| 39º | Rafael Macedo                                               |                | 2020-2022 |
| 40° | Ivan Nascimento                                             |                | 2023-2025 |
| 41° | Irineu Resende                                              |                | 2025-     |

## Controvérsia
A União dos Escoteiros do Brasil (UEB) teve sua reputação afetada devido ao Caso Marco Aurélio. Para tentar diminuir o grande número evasões após o desaparecimento do escoteiro, passou a divulgar informações falsas na década de 1980.